# الاروب (اردوگاه)
ال-اروب (اردوگاه) یک منطقهٔ مسکونی در فلسطین است.

## خصوصیات
ال-اروب ۷٬۹۴۱ نفر جمعیت دارد.